# C. C. Bergius
C. C. Bergius, eigentlich Egon-Maria Zimmer, (* 2. Juli 1910 in Buer/Westfalen; † 23. März 1996 in Vaduz) war ein deutscher Schriftsteller.

## Leben
Egon-Maria Zimmer war schon als Schüler oft auf dem kleinen Flugplatz seiner westfälischen Heimatstadt. Er besuchte die Oberrealschule bis kurz vor dem Abitur und machte mit 17 Jahren seinen ersten Flug. 1930 absolvierte er eine Ausbildung zum Exportkaufmann in Hamburg und trat zum 1. Dezember 1931 der NSDAP bei (Mitgliedsnummer 858.193). Ab 1933 war er Fluglehrer, Mitglied der Legion Condor, mit Kriegsbeginn Wetterflieger und Testpilot, dann ab 1941 Flugkapitän und Pilot des Rüstungsministeriums. Nach dem Zweiten Weltkrieg begann er eine Karriere als Schriftsteller und gründete zunächst seinen eigenen Verlag. Seine Bücher wurden in neunzehn Sprachen übersetzt und erreichten dank des Bertelsmann Verlages, der die Romane hauptsächlich über den Buchclub vermarktete, eine Gesamtauflage von elf Millionen Exemplaren.
Zu Ehren von Friedrich Bergius, der 1931 den Nobelpreis für Chemie erhielt, nahm er den Schriftstellernamen C. C. Bergius an. Der Chemiker Bergius hatte ein Verfahren zur Kohleverflüssigung entwickelt, so dass trotz der Rohstoffknappheit in Deutschland Flugbenzin im Bergius-Pier-Verfahren hergestellt werden konnte und somit das Fliegen ermöglicht wurde.
Bergius war Mitglied des P.E.N.-Clubs und Gründungsmitglied im P.E.N.-Club Liechtenstein. Seine nachgelassene Bibliothek befindet sich in der Liechtensteinischen Landesbibliothek.
Einem breiten Publikum wurde er in den 60er-Jahren durch die Serie Straße der Piloten im ZDF, die erste große Dokumentation der Luft- und Raumfahrt der deutschen Fernsehgeschichte, bekannt.

## Werke
- Emil Jannings mein Leben,  1951
- Blut und Blüten für Dschingis-Chan, 1951 (erste Auflage von Dschingis-Chan, s. u.)
- Absturz in der Steppe, 1955 (auch unter dem Titel Absturz über der Steppe)
- Treffpunkt Casablanca, 1958
- Die Straße der Piloten, 1959
- Der Fälscher, 1961; Goldmann Taschenbuch, München 1976, ISBN 3-442-03751-4.
- Heißer Sand, 1962
- Sand in Gottes Mühlen (zwei Teile), 1964

1. Der Agent
2. Der Rebell

- Das weiße Krokodil, 1965
- Die Straße der Piloten im Bild, 1967
- Der Tag des Zorns, 1967
- Roter Lampion, 1969
- Das Medaillon, 1971
- Nebel im Fjord der Lachse, 1972
- Entscheidung auf Mallorca, 1974
- Dschingis-Chan, 1974 (erste Auflage s. o.)
- Oleander Oleander, 1975
- Schakale Gottes, 1977
- La Baronessa, 1978
- Söhne des Ikarus, 1979
- Der Feuergott, 1980
- Spanisches Roulette, 1982
- L'amore eterno 1982 (DNB nicht gelistet. Nur im Sammelband erschienen[3])
- Endstation Tibet, 1984
- Sand in Gottes Mühlen, 1987
- El Comandante, 1987
- Jenseits der Gobi, 1989